# Place Saint-Nicolas (Barranquilla)
La place Saint-Nicolas est un espace public ouvert à Barranquilla, en Colombie. Du XVIIIe siècle jusqu'à la première moitié du XXe siècle elle fut l'épicentre de la vie sociale, commerciale et culturelle de la ville. Elle se trouve en face de l'église Saint-Nicolas de Tolentino, dans le centre historique de Barranquilla, dont elle est l'un des bastions de sa récupération. En juillet 2009, le ministère de la Culture et la municipalité de Barranquilla entamèrent un processus de restauration et de rétablissement, et fut ouvert de nouveau et mis en service pour le plaisir de la communauté le 16 mars 2011,.

## Emplacement

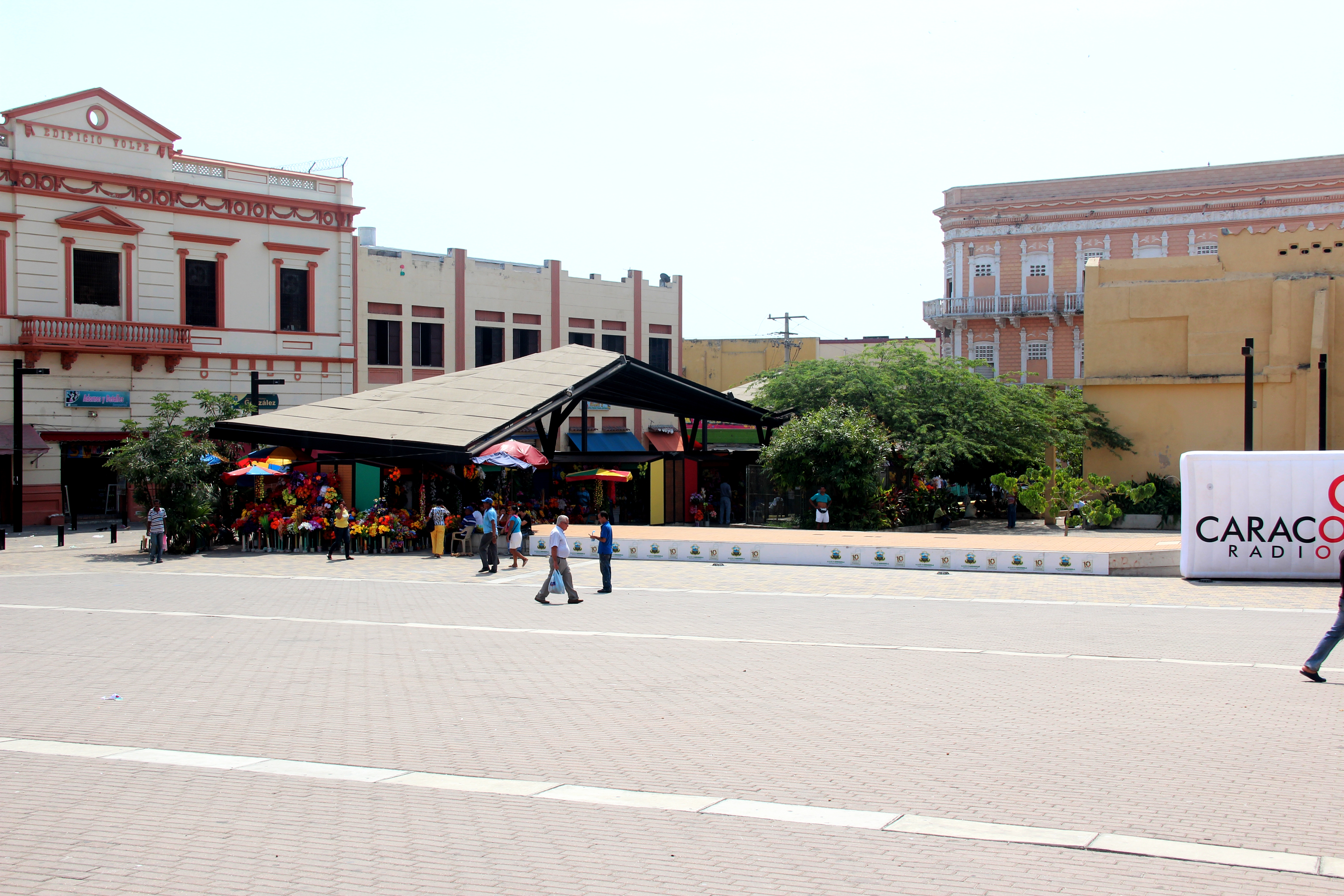
La place Saint-Nicolas le 7 4 2014

La place Saint-Nicolas est située entre les rues 32 (ou Amargura ou Commerce) et 33 (ou Real), et entre les carrières 41 (ou Progreso) et 42 (ou Mercado), en face de la façade de l'église Saint-Nicolas de Tolentino, vers l'ouest, dans le centre historique de Barranquilla.

## Histoire

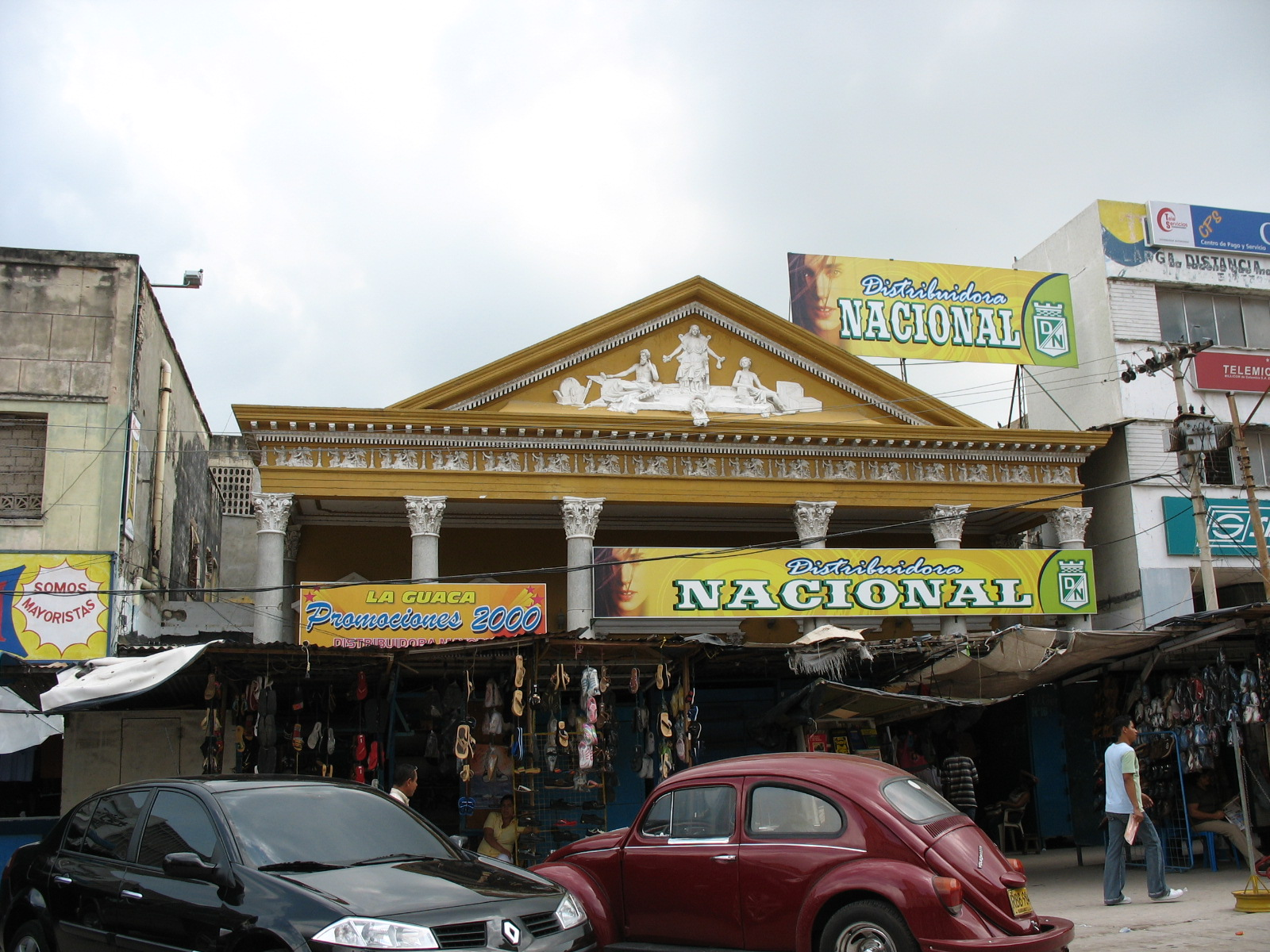
Ancienne banque commerciale de Barranquilla.

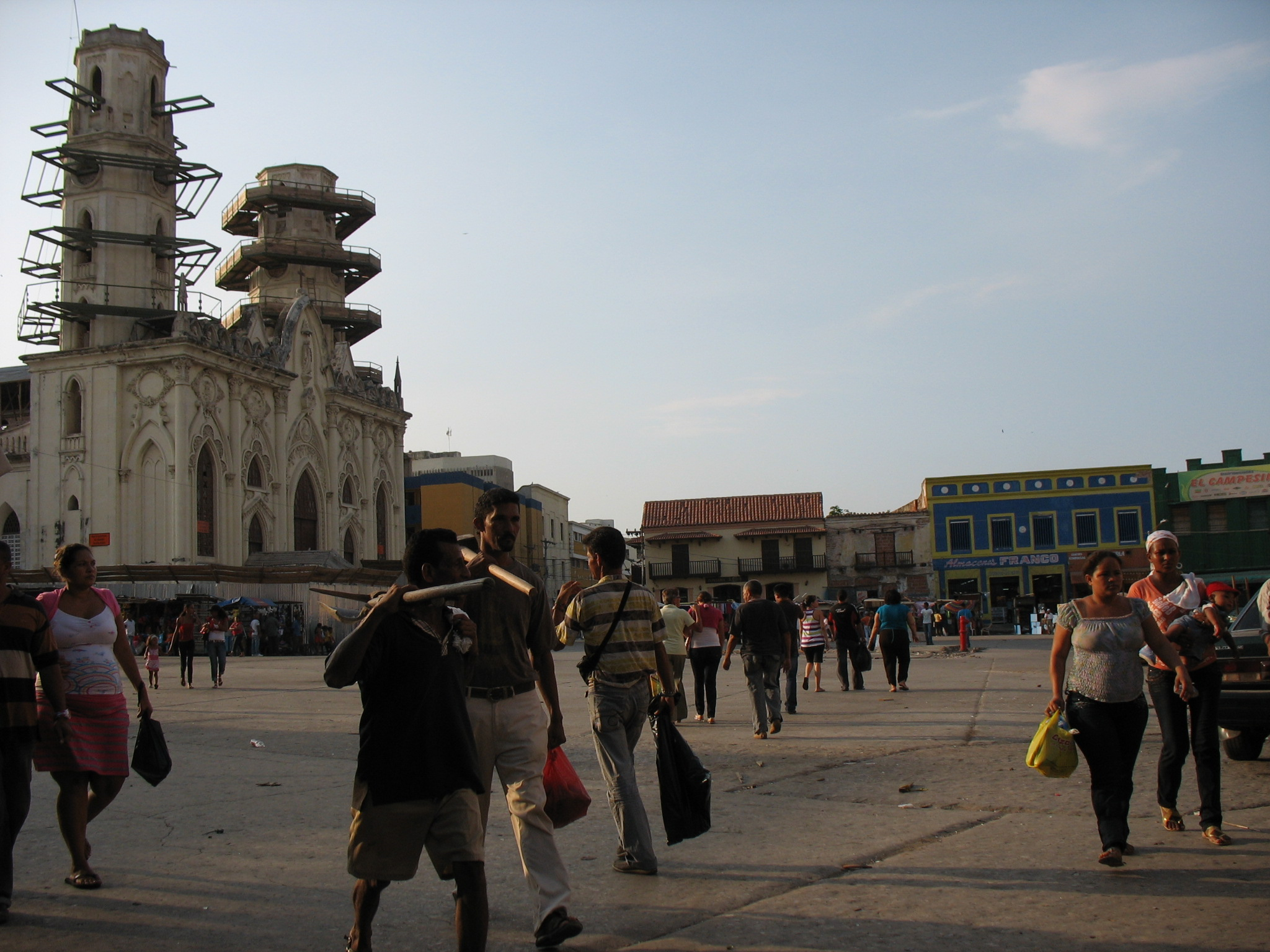
La place Saint-Nicolas a été dégagée le 6 juillet 2009.

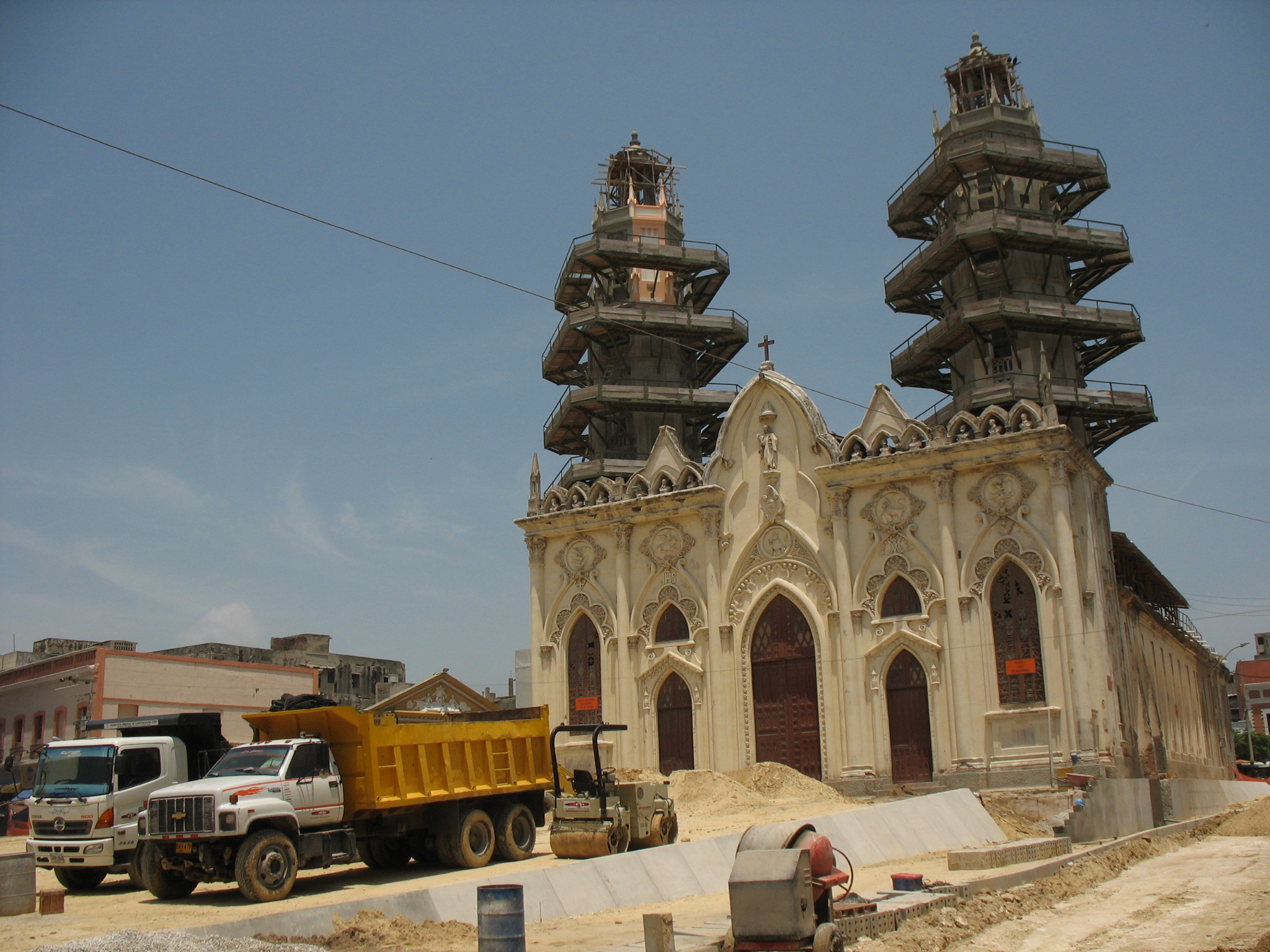
Restauration de la place et de l'église Saint-Nicolas, (le 1/05/ 2010).

L'établissement de la place Saint-Nicolas, qui a été initialement appelé la place de l'église, est liée à la construction de l'église au début du XVIIIe siècle. En 1701, le prêtre Luis Suárez a commencé la construction de l'église Saint-Nicolas, qui jusque-là était de boue et le toit de la paille. En 1747, l'église Saint-Nicolas de Tolentino a été séparée du curé de Galapa et ensuite constituée en paroisse, avec le prêtre Nicolás Mateo Fernández comme son premier pasteur.
Les côtés de la place, sauf l'église, étaient composés de maisons bahareque primitives et de toits de chaume. Au fil des siècles, les constructions fondamentales de la ville se sont transformées de nos jours, et compte parmi les échantillons d'architecture coloniale comme la maison Lacorazza, comme l'ancienne Banque commerciale de Barranquilla, dans un style néo-classique et l'édifice Alzamora Palacio.
En 1815, pendant la guerre d'indépendance, Barranquilla fut prise par le capitaine espagnol Valentín Capmany, les cloches sonnèrent des tours de guet de la tour de l'église Saint-Nicolas  pour signaler l'arrivée des troupes royalistes.
En 1820, Simón Bolívar séjourna dans la maison du colonel Santiago Duncan, située dans la rue à l'angle nord-est de la place. Plus tard, en novembre 1830, avant de se rendre à Sabanilla et enfin à Santa Marta, le libérateur s'installa dans la maison de Bartolomé Molinares, à l'extrémité sud-ouest de la place.
En 1847, Esteban Márquez avait reçu dans sa résidence, située dans le coin sud-est de la place, le général Tomás Cipriano de Mosquera. Là, le président a été solliciter afin d'ouvrir le port de Sabanilla pour pourvoir recevoir des produits venant de l'étranger; Mosquera a fait de la construction de la douane de Baranquilla un endroit exceptionnel, que Márquez  réalisa au Castillo de Salgar. Márquez possédait une banque (la Banco Márquez) dans la partie inférieure dudit bâtiment. Dans la construction de l'angle nord-est de la place, le Barranquilla Club a fonctionné jusqu'à la fin du XIXe siècle et plus tard l'Alzamora, le Palacio & Cía. Sur le côté sud de la place, le Tres Estrellas Club, le journal Rigoletto et la maison commerciale allemande A. Held & Co. ont été également construits.
En 1879, les citoyens du Palais et de Fonseca sont en hausse dans le monde.
Les habitations des Molinares et Duncan susmentionnées, ainsi que celle d'Agustín del Valle, étaient les seules à ne pas être construites en paille, en boue et en bois (maison bahareque). À la fin du XIXe siècle (vers 1888), le conseil d'administration de l'aqueduc présidé par David de Sola fit construire la fontaine de Goenaga sur la place, l'un des rares éléments ornementaux urbains de l'époque, en l'honneur du gouverneur de Bolívar , bienfaiteur de l'aqueduc ,.
Entre 1880 et 1882, le Dr Clemente Salazar Mezura et d'autres citoyens ont construit un parc avec le nom de parc Vallejo sur la place, en mémoire du héros de la guerre d'indépendance de 1815, Joaquín Vallejo. Le parc fut rénové après la Révolution de 1885.
Vers 1883, de nombreuses festivités eurent lieu sur la Place Saint-Nicolas, les danses de tiers, danses de carnaval des classes populaires.
En 1905, dans la résidence du banquier Esteban Márquez, située sur le côté sud de la place à côté de la  Banque Commercial de Barranquilla, le processus politique de création du département de l'Atlántico a été développé.
Le 7 août 1919, la statue équestre de Simón Bolívar, donnée cette année-là par Andrés Obregón Arjona, était située sur la place ; la statue était l'œuvre du sculpteur Emmanuel Fremiet. La statue y resta jusqu'au 12 octobre 1937, date à laquelle elle fut remplacée par celle de Christophe Colomb, qui resta sur le site jusqu'au milieu des années 1990, date à laquelle il fut nécessaire de la déplacer en raison de l'occupation de la place par des vendeurs.
Dans les années 1930, sur le côté sud de la place, se trouvait la première station de radio commerciale de Colombie, Voix de Barranquilla d'Elías Pellet Buitrago. Les autres bâtiments importants autour de la place étaient: la Banque franco-italienne, le journal El Heraldo et devant l'église la Banque de la Côte.
En décembre 1930, le journal La Prensa commentait dans un article le pavage du "petit parc qui, par son insignifiance et la difficulté à l'entretenir, ce qui donnait au lieu une apparence de petite ville".
Le 9 avril 1948, à la suite de l'assassinat de Jorge Eliécer Gaitán, des émeutes éclatent sur la Place Saint-Nicolas, et plusieurs bâtiments des environs ont été incendiés, ainsi que les archives de l'église Saint-Nicolas.
La Place Saint-Nicolas, fut le théâtre des festivités du saint patron, des tiges de prix, des groupes de cumbia, des jeux, des fritangas (fritures variées), des rassemblements nocturnes, des défilés militaires pour célébrer le 20 juillet la guerre d'indépendance de la Colombie ou le 11 novembre l'Histoire de Carthagène des Indes, des discours de masse et des réunions politiques aux XIXe et XXe siècles.

## Présent et futur

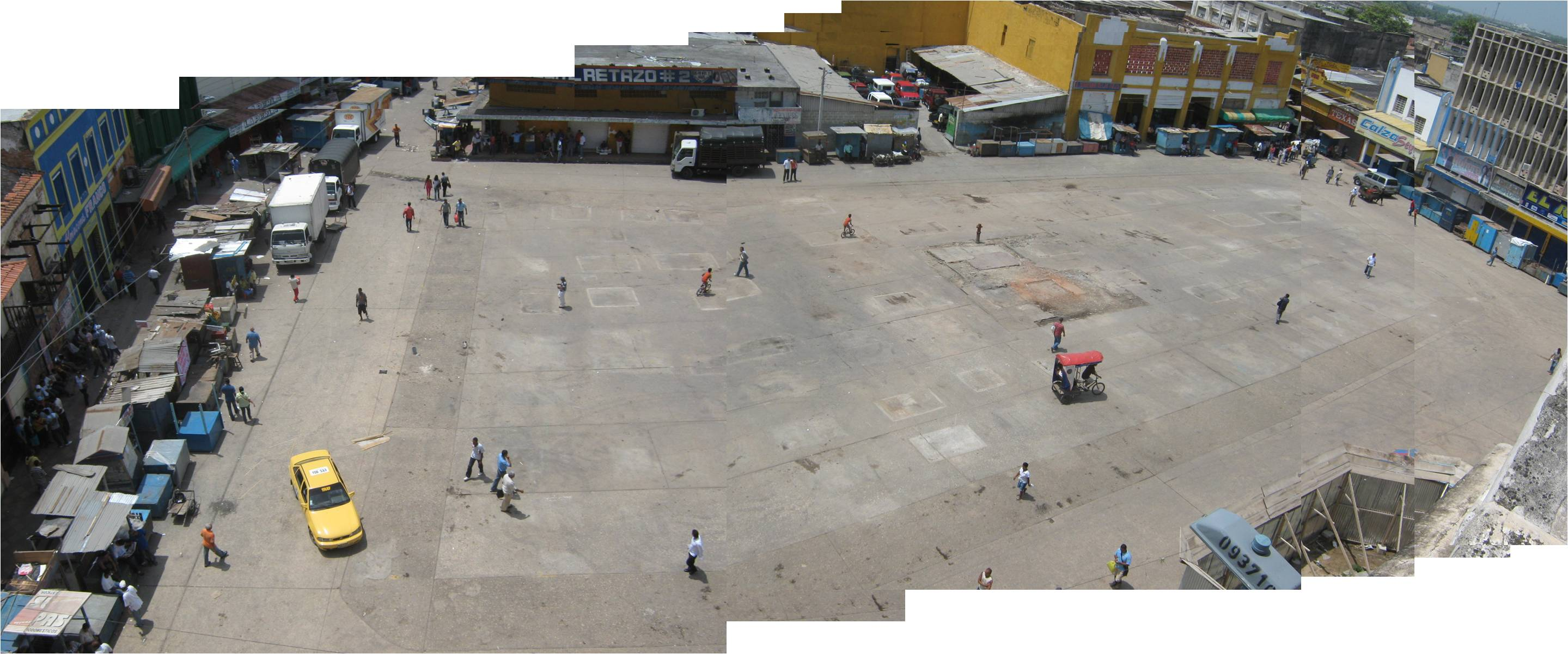
La place Saint-Nicolas,après l'expulsion des vendeurs de papeterie en juillet 2009.

Depuis les années 1960, une intense activité commerciale s'est développée autour de la place Saint-Nicolas. À la fin des années 80, elle a été dégradée par le commerce informel, l'occupation de l'espace public, la prostitution et l'insécurité. En 2008, dans le cadre de la récupération du centre historique de Barranquilla, le ministère de la Culture de Colombie a inclus la place parmi les espaces publics à rénover à travers un projet de conception architecturale, urbaine et paysager de l'OPUS (Bureau des Projets Urbains de Medellín). Le 6 juillet 2009, le maire Alejandro Char a expulsé les vendeurs conformément à la loi en vue du projet de rénovation de la place,,,. Tous les vendeurs informels, fixes et itinérants de la place ont été déplacés le 16 février 2010 pour commencer les travaux de reconstruction. Le 31 décembre 2010, les travaux de génie civil ont été livrés et le 16 mars 2011, la place entièrement restaurée et l'espace public ont été rouverts. Le coût total des travaux était de 11 milliards de dollars COP, dont le district de Barranquilla a contribué pour 2 500 millions et le ministère de la Culture à hauteur de 8 500
.

## Dans la fiction

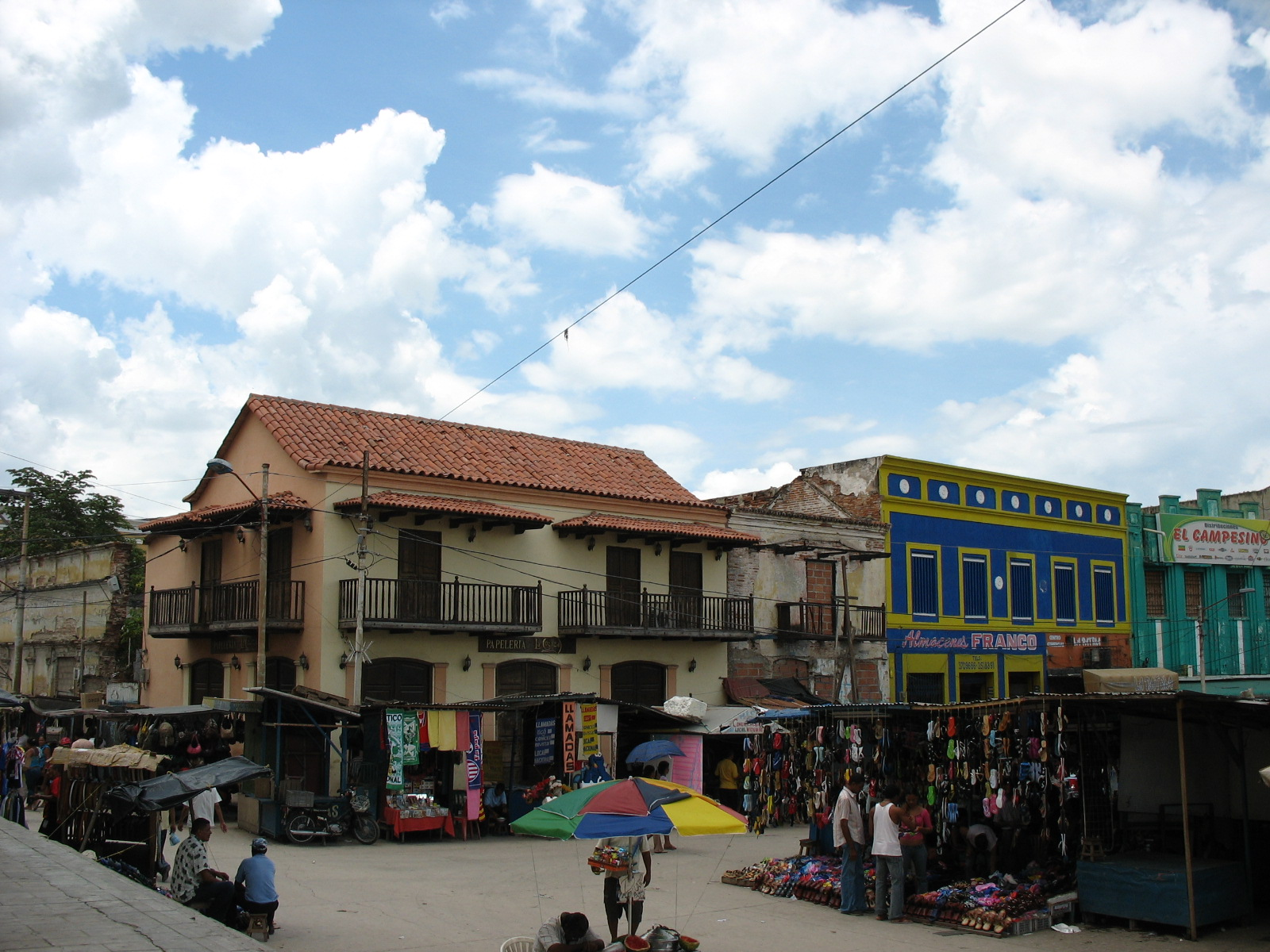
Maison Lacorazza, construite par Eusebio De la Hoz en 1889, également propriété de Lorenzo Molinares Sánchez et acquise en 1912 par les frères Lacorazza,.

La place Saint-Nicolas sert de cadre à l'œuvre Memoria de mis putas tristes de Gabriel García Márquez. Dans le roman, situé à Barranquilla dans les années 1930, l'écrivain mentionne le parc de la place Saint-Nicolas, comme l'endroit était alors appelé. Le protagoniste du roman, le professeur Mustio Collado, a vécu toute sa vie dans l'une des maisons qui flanquaient le lieu.
L'écrivain catalan Ramon Vinyes, qui apparaît dans un autre roman de Gabriel García Márquez, Cent ans de solitude, est aussi lié à la place Saint-Nicolas. Vinyes vivait dans le bâtiment de deux étages à côté de la Banque Commercial de Barranquilla, sur le côté sud de la place.